# Серодиагностика
Серодиагностика (от лат. serum — сыворотка) — метод диагностики, основанный на специфическом взаимодействии антигена и антитела, то есть обнаруживается не сам возбудитель инфекционного заболевания, а реакция иммунной системы организма на него. Осуществляются серологические исследования крови, других биологических жидкостей, гистологических препаратов. 
Серологические реакции также используются для ретроспективной диагностики перенесенных ранее заболеваний.